# Fene
Fene es un municipio español ubicado en la provincia de La Coruña, localizado al noroeste de Galicia, en la ría de Ferrol.

## Demografía
Cuenta con una población de 12 530 habitantes (INE 2024).
| Gráfica de evolución demográfica de Fene entre 1842 y 2021                                                            |
| |
| Población de derecho según los censos de población del INE. Población de hecho según los censos de población del INE. |

## Parroquias
Parroquias que forman parte del municipio:
- Barallobre (Santiago)
- Fene (San Salvador)
- Limodre (Santa Eulalia)
- Magalofes (San Xurxo)
- Maniños (San Salvador)
- Perlío (Santo Estevo)
- San Valentín
- Sillobre (Santa Mariña)

## Economía
Fene es un pueblo y un ayuntamiento rural e industrial. Su principal actividad económica durante la segunda mitad del siglo  XX fue la construcción naval. Diversas crisis en el sector desembocaron en sucesivas reconversiones que produjeron una elevada tasa de paro y una posterior débil recuperación económica, que no logró recuperar la pujanza de épocas anteriores. En la actualidad,[¿cuándo?] el municipio se esfuerza por diversificar poco a poco su economía, incrementando su superficie industrial y atrayendo nuevas actividades económicas que permitan superar la excesiva dependencia que la economía local aún tiene del sector naval.
Un ejemplo es la construcción para Ocean Winds, a través de Navantia Seanergies, de plataformas flotantes para parques eólicos marinos y otras estructuras necesarias para este tipo de instalaciones.

## Medios de Comunicación
- Radio municipal: Radio Fene.

Fene posee, desde 1984 la emisora municipal decana de las radios públicas locales en Galicia[cita requerida], "Radio Fene",  sede de la asociación "Emisoras Municipais Galegas". Desde allí se produce "Radiofusión", la programación conjunta de las radios locales gallegas.[cita requerida]

## Monumentos
Dentro del término municipal destacan los siguientes monumentos:
- Iglesia del Divino Salvador de Fene.
- Iglesia del Divino Salvador de Maniños (siglo XVII).
- Casa Consistorial (Ayuntamiento) diseñada en 1975 por el arquitecto Alberto Campo Baeza (Valladolid, 1946) y Premio Nacional de Arquitectura.
- Puente medieval sobre el río Belelle.
- Monumento al Payaso, obra en cerámica diseñada por Francisco Pérez Porto y ubicada en el Parque Castelao, también conocido como Finca de Cela.
- "Museo do Humor", establecimiento en el que se realizan diversas exposiciones y eventos y que alberga en su interior la biblioteca municipal.
- C.M.I.U (Círculo Mercantil e Industrial Unidad), edificio y asociación que alberga una coral, un grupo de teatro y diversos eventos.

Fene posee una interesante muestra de arquitectura indiana, que se concreta en viviendas particulares, repartidas por sus ocho parroquias, que reproducen el estilo arquitectónico de la América Latina de finales del siglo XIX y principios del XX. Sus primeros propietarios, generalmente emigrantes en Hispanoamérica, reprodujeron a su regreso al municipio el estilo de las edificaciones que habían conocido en las excolonias. La principal muestra de arquitectura indiana en Fene la constituye, sin duda, la vivienda conocida como Casa de la Maleta, una original obra de arte situada en Barallobre y rematada por una cúpula abierta, sobre la que se levanta una estatua de su antiguo propietario acompañado de su maleta y desde la que se puede apreciar una de las mejoras vistas de la Ría de Ferrol.[cita requerida]
El Ayuntamiento de Fene ha trazado y señalizado un camino, ("Ruta de la Arquitectura Indiana"), que lleva a través del municipio, pasando por algunas de las más interesantes y representativas.[cita requerida]

## Enclaves naturales
Fene posee parajes naturales ligados a las rías de Ferrol y Ares o bosques atlánticos en las fragas del Río Belelle, ecosistema en trámite de conseguir su declaración como LIC (Lugar de interés comunitario)[cita requerida], así como un islote enclavado en las fragas de Perlio, conocido como "La isla del Quesito".
En la ría de Ares están las playas de Río Sandeo, Coído, Almieiras y Río Castro, todas ellas en la parroquia de Limodre. Se trata de calas naturales[cita requerida], alejadas de los grandes carreteras y núcleos de población, en contacto con la naturaleza.
En la ría de Ferrol destacan los muelles de Maniños y Barallobre[¿Por qué?], antiguos centros económicos del municipio. A sus pies se ubicaban las industrias de salazón y curtidurías, de las que vivía el municipio hasta la explosión del naval. Hoy son tranquilos parajes en los que fondean las embarcaciones los mariscadores locales y una de las pocas muestras que quedan de la costa tradicional del municipio.
En pleno casco urbano, desde la parroquia de San Valentín, se accede por la orilla de la ría al concello de Neda.
En la parroquia de Sillobre se encuentra el Monte Marraxón, el paraje más notable de Fene.[¿Por qué?] Desde la cumbre de Coto del Rey (354 m) , la mayor altitud de toda la ría de Ferrol, se aprecia una vista panorámica de la bahía y de sus alrededores.
Mientras que la ladera Oeste del Marraxón da a la Ría de Ferrol, por la Este discurre el Río Belelle, que sirve de frontera natural con el Concello de Neda.